# Epoche (Literatur)
[[Kategorie:Wikipedia:Redundanz Montag 
```
2014|Deutschsprachige Literatur_-_Epoche (Literatur)]]
```

Eine literarische Epoche ist ein Abschnitt der Literaturgeschichte. Die Bezeichnung stammt vom griechischen Wort epoché ab, was „Einschnitt“ bedeutet. Der Vorstellung von literarischen Epochen liegt die Annahme zugrunde, dass es heuristisch sinnvoll sein kann, Werken, die in einen gemeinsamen Zeitabschnitt fallen, durch gewisse „Trennereignisse“ oder „Epochenschwellen“ (Hans Blumenberg) formatiert sind (etwa das Schaffen Goethes „nach Schillers Tod“) und ähnliche stilistische und formale Eigenschaften aufweisen, ein zugrundeliegendes gemeinsames Ordnungsprinzip zu geben.

## Fragen der Bezeichnungen, Zuordnung von Werken und der Zeiteinteilung
Eine Schwierigkeit ist dabei ein Henne-Ei-Problem, das sich in der Auswahl des Materials ergibt: Ordnet man Autoren einer Epoche zu, weil sie für den „Geist der Zeit“ repräsentativ sind und nicht gerade originell, oder hat man schon einen Epochenbegriff im Kopf, und lässt dann entsprechend ausgesuchte Autoren diese repräsentieren? Was kann „repräsentativ“ sein, wenn durch Kanonbildung stets Minderheitenliteraturen ausgegrenzt werden?
Die theoretische Herkunft der Epochenbegriffe ist höchst unterschiedlich: aus der Geschichte der Religion (Reformationszeit, Gegenreformation), aus der politischen Geschichte (Restauration, Vormärz, Gründerzeit), aus der Kunstgeschichte (Barock, Biedermeier, Expressionismus, Jugendstil, Neue Sachlichkeit); Ableitungen von Personen (besonders im anglophonen Raum: elisabethanische, viktorianische Literatur; aber auch: Goethezeit; „Nach-Hegels-Tod“), enthalten ein impliziertes Werturteil (Ästhetizismus, Manierismus, Biedermeier, Dekadenz), oder entstehen durch Relativierung bereits bestehender Epochenbegriffe (Postmoderne).
Mehrere dieser Begriffe können um einen einzelnen Zeitabschnitt konkurrieren (so etwa Jugendstil und Impressionismus); umgekehrt kann ein Begriff mehrere Zeitabschnitte umfassen (etwa kann man Manierismus als die Endform des Barocks sehen oder als das Ende der realistischen Erzähltradition Anfang des 20. Jahrhunderts). Verschiedene Kulturen können mit scheinbar gleichnamigen Epochen verschiedene Zeitabschnitte bezeichnen (das restauration age dauert in Großbritannien bis ins 18. Jahrhundert, während im deutschen Sprachraum die Restaurationszeit 1688 endet.) Ebenso bezeichnet der Begriff Renaissance eine ganz Europa (und Amerika) umfassende kulturelle Entwicklung, die eigentlich alle künstlerischen, sozialen und ökonomischen Bereiche beinhaltet. Anders sieht es beim Begriff Barock aus, der ursprünglich eine Stilbezeichnung in der Architektur und Bildenden Kunst meint, aber schließlich auch auf andere Künste übertragen wurde. Aufklärung bezieht sich auf eine geistesgeschichtliche, vor allem philosophisch geprägte Entwicklung.
Epochenbegriffe können überzeitliche Kriterien darstellen und zugleich einen festen geschichtlichen Abschnitt bezeichnen (so wird Hesses Prosa (neu)-romantisch genannt; unter Romantik im engeren Sinne aber nur die Literatur von 1790 bis 1830 verstanden). Unterschieden werden müssen Epochen, die durch die Selbstbezeichnung der Zeitgenossen gekennzeichnet sind (programmatische Epochen wie etwa der Expressionismus), oder die durch nachträgliche literaturgeschichtliche Reflexion entstanden sind (so zum Beispiel Barock); hier muss man zwischen Epoche und „Epochenbewußtsein“ (Reinhart Koselleck) trennen.
Ein schwieriges Problem für die Forschung bietet die zeitliche Begrenzung einer Epoche, ihre Dauer. Nach welchen Kriterien kann man bestimmen, wann beispielsweise das Barockzeitalter endet und die Aufklärung beginnt? Es gilt herauszufinden, ob zu einem bestimmten Zeitpunkt etablierte Normen oder literarische Konventionen an Einfluss verlieren oder eindeutig mit ihnen gebrochen wird und so aus diesem Bruch etwas Neues entsteht, das ebenfalls wieder zur Norm wird. Diese Veränderungen müssen nicht unbedingt ästhetischer Natur sein, sondern können mit einer veränderten Weltanschauung oder mit politischen und ökonomischen Entwicklungen einhergehen.
Positionen, nach denen es einen gewissen naturnotwendigen Entwicklungsprozess der Epochen gibt (etwa das Schema Barock – Aufklärung – Klassik – Romantik; oder die These von Ernst Robert Curtius, Epochen der Klassik und des Manierismus lösten sich immer wieder ab), werden inzwischen kaum mehr vertreten.

## Deterministische Geschichtsteleologien
Deterministische Geschichtsteleologien, die auch auf die Literatur angewendet wurden, entfalteten besonders im 19. Jahrhundert und im beginnenden 20. Jahrhundert eine nicht zu unterschätzende Wirkung.

Skizze der deutschen Kulturgeschichte von 1929 aus einer Literaturgeschichte, die noch bis in die 1950er für den Abiturunterricht verlegt wurde.
Die kulturellen Entwicklungen werden, so die Aussage, kurzlebiger; das Nationale, das Soziale und das Religiöse geben ihnen in Deutschland jedoch vor allem Kraft. Gegenbewegungen folgen jedem Epochenhöhepunkt – ein sehr handfestes Beispiel dafür, wie die Epochengeschichte politische Aussagen macht. Aus: Dr. E. Brenner, Deutsche Literaturgeschichte, 13. Auflage, 122–131. Tsd. Mit einer farbigen Beilage (Wunsiedel/Wels/Zürich, 1952).

## Merkmale der Epochen der deutschen Literaturgeschichte

### Bis zur Moderne
| Epoche    | Hintergrund | Motive der Künstler | Stilistische Epochenmerkmale | Vertreter |
| --------- | --- | --- | --- | --- |
| 750–1050  | - Teilung des Fränkischen Reiches - Missionierung, Christianisierung - von der Kirche geprägte Gesellschaft - Wikingerstürme - Lehnswesen | - Bibeldichtung - Glossen - Katechistisch-pastorale Übersetzungs- und Interpretationsarbeit - vereinzelt Heldensagen, Zaubersprüche und Weihinschriften - geringe Überlieferungsdichte macht jeden Text mit nur einem althochdeutschen Wort zu Literatur i. w. S. | - vielfach Einsatz von Stabreim/Alliteration (z. B. Hildebrandslied, Muspilli, Heliand) - Übergang von Stabreim- zu Endreimtechnik | - vornehmlich anonyme Autoren bzw. Schreiber - Otfrid von Weißenburg - Notker III Labeo (auch. N. von St. Gallen) - Williram von Ebersberg - Otloh von St. Emmeram |
| 1050–1250 | - Festigung des Rittertums - stark von Religionen geprägtes Weltbild - der Hofstaat als Zentrum des gesellschaftlichen Lebens | - vor allem Themen, wie Minne, Abenteuer und Kreuzzug | | - Gottfried von Straßburg - Neidhart - Reinmar der Alte - Rudolf von Ems - Ulrich von Liechtenstein - Hartmann von Aue - Walther von der Vogelweide |
| 1250–1470 | - stark von Religion geprägtes Weltbild - Macht der Könige sank, während die der Kurfürsten stieg - Städte als neue Bildungszentren neben den Höfen - Pestepidemien in ganz Europa um 1350 | - geistliche Reorientierung nach den Pestepidemien | | - Hugo von Trimberg - Heinrich von Meißen - Johannes von Tepl (Saaz) |
| 1470–1600 | - 1492: Entdeckung Amerikas - Astronomische Erkenntnisse - Neue Erfindungen - Neues Weltbild - Reformationszeit - Übersetzung der Bibel - Gutenbergs Bibeldruck | - Menschlichkeit - Gedankengüter aus der Antike | | - Erasmus von Rotterdam - Francesco Petrarca - Marsilio Ficino - Giovanni Boccaccio - Ulrich von Hutten - Johannes Reuchlin |
| 1517–1648 | - Ablassbriefe - Reformversuch der römisch-katholischen Kirche - Martin Luthers 95 Thesen | - Rückkehr zur religionsverbundenen Kirche | | - Martin Luther - Huldrych Zwingli - Johannes Calvin |
| 1600–1720 | - Absolutismus (Ständegesellschaft) - Dreißigjähriger Krieg - (Auseinandersetzung Katholiken und Protestanten) | - Genuss des Augenblicks, Schönheit in der Natur … → Gott als Schöpfer - Beständigkeit, Selbstdisziplin im Glauben - Vergänglichkeit von Leid, Unglück… - Abkehr vom Weltlichen zu Gott - Leitmotive: Vanitas, Memento mori, Carpe diem, Fortuna | - normative Poetik - reiner Reim - Metrum auf der Basis der natürlichen Wortbetonung - Sonett - Finalstruktur - Antithetik - Schelmenroman - ausgeprägte Metaphorik - Emblem | - Martin Opitz - Casper von Lohenstein - Andreas Gryphius - Hans Jakob Christoffel von Grimmelshausen - Caspar Ziegler - Paul Fleming - Christian Hoffmann von Hoffmannswaldau - Angelus Silesius |
| 1720–1800 | - Deutschland besteht aus über 300 Einzelstaaten - Luxuriöse Hofhaltung der Fürsten mit Förderung von Kunst und Geistesleben - philosophische Denkrichtungen des Empirismus und Rationalismus | - Kritik an der Kirche und Religion - Kritik an staatlichen und gesellschaftlichen Ordnungen - Unbedingter Fortschrittsglaube - Toleranz in Gesellschaft, Politik und Religion - Individualismus, Selbstbestimmung und Vernunft - Das Gute und das Vernünftige werden gleichgesetzt - Menschlicher Verstand soll die Wahrnehmung beherrschen - Geistige Emanzipation | - Fabel - Parabel - Bürgerliches Trauerspiel (Katharsis) - Aphorismus - Brief- und Bildungsroman - Gedankenlyrik und Lehrgedicht | - Immanuel Kant - Gotthold Ephraim Lessing - Georg Christoph Lichtenberg - Christoph Martin Wieland - Johann Christoph Gottsched - Voltaire |
| 1740–1790 | - Stellt keine Gegenbewegung zur Aufklärung dar, sondern ergänzt das Denken mit der Ebene der Empfindungen (hist. wie Aufklärung) | - Pietismus (pflichtbewusste Frömmigkeit) - Gefühlsbetontheit - In-sich-Gekehrtheit - Freundschaft - Naturnähe | | - Friedrich Gottlieb Klopstock - Matthias Claudius - Christian Fürchtegott Gellert - Sophie von La Roche |
| 1765–1785 | - Jugendprotestbewegung (hist. wie Aufklärung) | - Rückkehr zur Natur, zum Einfachen und Ursprünglichen - Emotion wird wichtiger als Rationalität der Aufklärung - Persönlichkeitsideal des Genies mit einfühlendem Verhältnis zur Natur; Forderung der spontanen, schöpferischen Eigenständigkeit (Originalität) des Dichters - gefühlsbetonter Patriotismus - Vater-Sohn-Konflikt - Brechen von Regeln - Gegen Traditionen, Autorität und veraltete Moralvorstellungen (Vätergeneration) - Wichtige Themen waren das menschliche Dasein wie auch die Phantasie - Pantheismus - Freiheitspathos - Sozialkritik | - Briefroman - Kraftausdrücke Lyrik: - liedhaft einfach - freie Metrik und Rhythmik - Erlebnislyrik | - August Bürger - Friedrich Schiller - Friedrich Maximilian Klinger - Johann Wolfgang von Goethe - Johann Gottfried Herder - Jakob Michael Reinhold Lenz |
| 1786–1805 | - Französische Revolution (1789–1799) - Herrschaft Napoleons - Reformen in Preußen: - Bauernbefreiung - Selbstverwaltung der Städte - Gewerbefreiheit - Judenemanzipation - Bildungsreform - Heeresreform - Niederlage Napoleons | - Werke der (griechischen, römischen) Antike als Vorbild - Für die Werte der Aufklärung, insbesondere der französischen Menschenrechtserklärung: Freiheit, Gleichheit, Brüderlichkeit - Gegen die revolutionäre, imperialistische oder allgemein gewaltsame Durchsetzung der Prinzipien von Liberalismus, Nationalismus und Demokratie. - Menschlichkeit/Humanismus - Toleranz - Übereinstimmung von Mensch und Natur - Freiheit von Gewalt - ästhetische Erziehung - Natur als Ort der Veredelung des Menschen - Idealismus                                   | - Orientierung an Antike - regelmäßig gebundene, kunstvolle Verssprache - Gedankenlyrik - Bildungsroman - Ballade - Ideendrama | - Christoph Martin Wieland - Johann Wolfgang von Goethe - Johann Gottfried Herder - Friedrich Schiller |
| 1795-1835 | - Zum Historischen siehe Klassik und Biedermeier - Gegenbewegung zur Aufklärung und zur Klassik | - Sehnsucht → Fernweh / Heimweh - Alleinheit - Auflösung von Grenzen - Psyche (der Figuren) - Ironie - Wander- und Reisemotiv → andere Welten - Häufiger Gebrauch von Fabelwesen - Nacht/Dämmerung bekommen besondere Bedeutung (Verklärung) - Verherrlichung des Mittelalters - Realität / Traum - Flucht vor der Wirklichkeit - Kritik an - Spießertum / Neuen Tugenden (Pünktlichkeit, Fleiß, Genauigkeit, Sparsamkeit u. a.) - Mensch steht unter Maschine - Poetisierung                                                                                  | - „progressive Universalpoesie“ (Schlegel) - Fragment - romantische Ironie - Schauerroman und schwarze Romantik - subjektive Sicht - Rücken-, Schwellensituation - Märchen - Volksliedhaftigkeit - Ganzheitlichkeit (Vereinheitlichung von Musik, Literatur, Kunst) - Synästhesie | - Achim von Arnim - Bettina von Arnim - Clemens Brentano - Adelbert von Chamisso - Joseph Freiherr von Eichendorff - Karoline von Günderrode - E. T. A. Hoffmann - Jakob Grimm - Wilhelm Grimm - Wilhelm Hauff - Wilhelm Müller - Novalis - August Wilhelm Schlegel - Friedrich Schlegel - Ludwig Tieck - Ludwig Uhland - Wilhelm Heinrich Wackenroder - Alexander Sergejewitsch Puschkin |
| 1815–1848 | - 1815: Wiener Kongress - 1815: Gründung Deutscher Bund - Karlsbader Beschlüsse (1819) bringen: - Verbote von Burschenschaften (gerade erst gegründet worden) - Zensur von Buch und Presse - Spitzel werden erlaubt - Restaurationspolitik von 1815 bis 1848 (wegen der Kriege gegen Napoleon) - 1848 Märzrevolution - Zeit der Industrialisierung                                 | - Rückzug ins Private - Einfach geschrieben (Sprache, Form) - Alltägliche Handlung mit genauer Beschreibung - Melancholisch (Resignation, Schwermut, Stille, Verzweiflung) - Heimatverbundenheit - bürgerliche Familie - Religion - Ordnung - Unterordnung unter das Schicksal - Schlichte Genügsamkeit (zufrieden mit dem was man hat, wie innerer Frieden/kleine Glücksmomente) | - Ballade - Idylle - Novelle - Künstler- und Familienroman - historisches Drama - Rührstück - Volksstück | - Franz Grillparzer - Eduard Mörike - Annette von Droste-Hülshoff - Adalbert Stifter - Nikolaus Lenau |
| 1825–1848 | Zum Historischen siehe Biedermeier | - Demokratische Freiheitsrechte - Gegen Romantik und Klassik - Für Aufklärung - Gesellschaft solle keine Autorität ohne Hinterfragen anerkennen - Vormärz (ab 1840) - Radikaler als Junges Deutschland (Ziel eines Umsturzes/Revolution) - Ablehnung des absolutistischen Staates - Thematisierung sozialer und politischer Missstände - Kritik der rigorosen Zensur | - Journalismus: Feuilletons - Reisebild - politisch-satirische Gedichte - erzählende Literatur: Zeit- und Gesellschaftsromane - episches und soziales Drama - Sprache: salopp, provozierend, satirisch                                                                            | - Heinrich Heine - August Heinrich Hoffmann von Fallersleben - Georg Herwegh - Karl Gutzkow - Heinrich Laube - Ludolf Wienbarg - Theodor Mundt - Georg Büchner - Ludwig Börne - Georg Weerth |
| 1850–1890 | - Zeit der Industrialisierung - Märzrevolution 1848 - politische Bedeutungslosigkeit des Bürgertums - Einigungskriege (insbesondere Deutsch-Französischer Krieg 1870/1871) - Reichsgründung 1871 (Wilhelm I. Kaiser, Bismarck Kanzler) - Sozialgesetze (zur Bekämpfung der sozialen Ungleichheit) - Politik gegen Liberale und Sozialdemokraten - 1888: Kaiser- und Politikwechsel | - Positivismus - Darstellung der Wirklichkeit (keine Träume) - Theorien Charles Darwins (Naturwissenschaften spielen eine größere Rolle) - Öffnung einer kritischen Haltung zum Christentum gegenüber - kritische Haltung zum Idealismus - Wichtigkeit des Bürgertums - Kombination aus genauer Realitätsbeschreibung und subjektiver Erzählhandlung - Einfach (Form, Inhalt, Stoff) | - poetischer und bürgerlicher Realismus - Gesellschafts- und Entwicklungsroman - Dinggedicht - Ballade - Krise des deutschen Dramas - erzählende Literatur - stilistische Objektivierung (Rahmenerzählungen, Rückgriff auf Zeitungsmeldungen und Gesellschaftsnachrichten)        | - Marie von Ebner-Eschenbach - Theodor Fontane - Gustav Freytag - Franz Grillparzer - Jeremias Gotthelf - Friedrich Hebbel - Paul Heyse - Gottfried Keller - Conrad Ferdinand Meyer - Wilhelm Raabe - Ferdinand von Saar - Adalbert Stifter - Theodor Storm |

### Ab der Moderne
| Epoche | Hintergrund | Motive der Künstler | Stilistische Epochenmerkmale | Vertreter |
| --- | --- | --- | --- | --- |
| 1880–1900 | - Radikalisierung des Realismus - Beeinflussung durch: - Evolutionstheorie - Materialismus - Positivismus - Milieutheorie - Zeit der Industrialisierung - Große Fortschritte in der Wissenschaft (z. B. Dampfturbine 1884, Schallplatte 1887, Dieselmotor 1893) - Politische Macht durch Bismarck - Stabilität in Europa (bis zu Bismarcks Abtritt 1890) | - Beginn der Moderne - Abgrenzung zum poetisierten Weltbild der Romantik - Sozialkritisch (Themen wie Großstadtleben, Hunger, Kinder, Armut, Prostitution, Alkoholsucht) - Die Wirklichkeit durch Natur - Naturwissenschaften als Grundlage - Humanität - Toleranz - Das Niedere und Hässliche - Dialekt und Umgangssprache - Mensch ist von Milieu und Rasse abhängig (Determination) | - Dokumentarischer Charakter - Sekundenstil - detailliert, auktorial - Zeitdeckung - Großstadtlyrik - Soziales Drama - detaillierte Bühnenanweisungen | - Wilhelm Bölsche - Michael Georg Conrad - Hermann Conradi - Heinrich Hart - Julius Hart - Gerhart Hauptmann - Arno Holz - Henrik Ibsen - Johannes Schlaf - Bruno Wille - Ernst von Wolzogen |
| 1890–1910 | - Technisierung - Ökologiebewegung - Wilhelminische Ära | - Fin de Siècle - weg von der Großstadt, in Richtung Land und Volkstum - Kritik an der Heimat - gegen Kapitalismus - Kult um große Persönlichkeiten wie Rembrandt | | - Gustav Frenssen - Hermann Löns - Timm Kröger - Gustav Streicher - Clara Viebig - Karl Wagenfeld |
| 1890–1920 | - Weltweiter Imperialismus - Abtritt Bismarcks 1890 - Zeit der Aufrüstung und außenpolitischen Spannungen - Erster Weltkrieg (1914–1918) | - Individualität - Subjektivität - selbstkritisch - Literatur ist nur sich selbst verpflichtet - Häufige Nutzung von Metaphern, Symbolen, Bildern, Alliterationen, Assonanzen, Synästhesien | | - Hermann Bahr - Stefan George - Gerhart Hauptmann - Hermann Hesse - Hugo von Hofmannsthal - Thomas Mann - Christian Morgenstern - Arthur Schnitzler - Frank Wedekind - Stefan Zweig - Rainer Maria Rilke |
| 1910–1925 | - Erster Weltkrieg (1914–1918) - Versailler Vertrag (1919) - Weimarer Republik (1919–1933) - Wachsendes Leid der Bevölkerung - Verstädterung - Anonymität des Individuums (> Ich-Zerfall) - Beeinflussung durch: - Nihilismus - Psychoanalyse | - Gegenbewegung zum Naturalismus - Reaktion auf Erfahrungen von Orientierungslosigkeit und Enthumanisiserung - Vision des neuen Menschen - Übertreibung - Welt sei ohne Moral - Negative Extreme als Themen (Krieg, Tod, Verfall, Zerstörung, Hinrichtung, Untergang, Wahnsinn, Reizüberflutung) → Darstellung des Hässlichen (Ästhetik des Hässlichen) - Unordnung und Chaos - Endzeit- und Aufbruchsstimmung - Ich-Zerfall (Individuum wird unwichtig) - Auseinandersetzung mit Vätergeneration | - radikaler Bruch mit traditionellen Formen - Großstadtlyrik, Kriegslyrik, Naturlyrik - Schlagzeilencharakter - Simultaneität - Zeilenstil - Reihungsstil - Neologismen - Euphemismen - Ich-Dissoziation - Stationendrama - Ironie - Kontrast von Ernstem und Groteskem | - Gottfried Benn - Bertolt Brecht - Alfred Döblin - Walter Hasenclever - Georg Heym - Jakob van Hoddis - Franz Kafka - Georg Kaiser - Else Lasker-Schüler - August Stramm - Heinrich Mann - Robert Musil - Ernst Stadler - Carl Sternheim - Ernst Toller - Georg Trakl - Robert Walser - Franz Werfel |
| 1915–1925 Als avantgardistische Bewegungen verstanden sich der Futurismus, der Dadaismus und der Surrealismus (nach Peter Bürger). | - Zum Historischen siehe Expressionismus | - Protestrichtung gegen alle bekannten Literaturströmungen - Nutzung von Zufall - Brüche in der Textlogik (Aussagen werden widerrufen: Bsp.: dadaistisches Flugblatt von 1918 endet mit „Gegen dies Manifest sein, heißt Dadaist sein!“) - Laut- und Buchstabengedichte (Lautgedichte: Wörter werden zerstückelt, bis nur Laute übrig bleiben. Buchstabengedicht: Wörter werden als grafische Zeichen angeordnet)                                                                                 | | - Hans Arp - Hugo Ball - Max Ernst - Raoul Hausmann - Richard Huelsenbeck - Walter Mehring - Kurt Schwitters - Tristan Tzara |
| 1918–1933 | - Versailler Vertrag - Weimarer Republik - Krisenjahre (1919–1923) - Die Goldenen Zwanziger (1924–1928) - Weltwirtschaftskrise und Untergang (1929–1933) | - Reaktion zum Expressionismus - Nüchternheit, Funktionalität und Schmucklosigkeit - Schlechte Zustände durch die Literatur zeigen - Keine Subjektivität, keine politischen Meinungen - Themen: Großstadt, Industrie, Arbeitslosigkeit, Kriegsdarstellungen | - Zeit- und Gegenwartsroman, historischer Roman und Reportageroman - Simultantechnik - Montage - Reportage - Gebrauchslyrik - episches Theater - Verfremdungseffekt - Dokumentartheater - einfache Sprache - nüchtern geschrieben - sollte Leben darstellen, wie es ist | - Bertolt Brecht - Alfred Döblin - Hans Fallada - Lion Feuchtwanger - Hermann Hesse - Franz Kafka - Erich Kästner - Thomas Mann - Robert Musil - Erich Maria Remarque - Joseph Roth - Kurt Tucholsky - Robert Walser - Carl Zuckmayer |
| 1933–1945 | - Machtergreifung Hitlers (30. Januar 1933) - Bücherverbrennung (erstmals 10. Mai 1933) - Nürnberger Gesetze (15. September 1935) - Zweiter Weltkrieg (1939–1945) - Rassismus + Judenvernichtung | - Isolation im Exil - Kampf gegen Nationalsozialismus - Welt über Nazis aufklären + Widerstand in Nazideutschland schüren - Episches Theater (harter Bruch zu bekanntem Theater: Distanz Zuschauer-Geschehen, Missstände werden gezeigt, die Zuschauer interpretieren soll)* | | NS-Literatur: - Herbert Böhme - Hans Rehberg Innere Emigration: - Ernst Wiechert - Werner Bergengruen - Jochen Klepper - Stefan Andres Exilliteratur: - Thomas Mann - Heinrich Mann - Stefan Zweig - Lion Feuchtwanger - Bertolt Brecht - Anna Seghers - Ödön von Horváth - Irmgard Keun - Alfred Döblin |
| 1945–1960/1990 | - Bedingungslose Kapitulation Deutschlands (8. Mai 1945) - Potsdamer Konferenz (17. Juli bis 2. August 1945) - Vier Besatzungszonen (bzw. in Berlin Vier Sektoren) - Entnazifizierung - Entmilitarisierung - Demokratisierung - Dezentralisierung - Demontage - Gründung von DDR und BRD (beide 1949) → Trennung Deutschlands                            | - Katastrophenerfahrungen - Neuorientierung - Rückkehr Exilautoren - Aufarbeitung NS-Zeit vs. Verlangen nach Verdrängung - Teilung Deutschlands - unterschiedlicher Umgang mit Vergangenheit: - im Osten fanden zurückgekehrte Exilautoren großes Interesse in der Öffentlichkeit - im Westen wurde verdrängt (Eskapismus) | - hermetische Lyrik - konkrete Poesie - Kurzgeschichte - Trümmerlyrik - politische Lyrik - Hörspiel | - Gruppe 47 - Alfred Andersch - Arno Schmidt - Erich Kästner - Ernst Jandl - Eugen Gomringer - Franz-Joseph Schneider - Gottfried Benn - Günter Eich - Hans Werner Richter - Heinrich Böll - Heinz Rein - Ilse Aichinger - Ingeborg Bachmann - Jan Molitor - Johannes R. Becher - Nelly Sachs - Paul Celan - Wolfdietrich Schnurre - Walter Kolbenhoff - Wolfgang Borchert - Wolfgang Koeppen - Wolfgang Weyrauch |
| 1950–1990 | - Westintegration - Wirtschaftswunder - Bau der Berliner Mauer 1961 - Massenentlassungen und Zechenstillegungen 1966/67 - Außenpolitik: Dritte Welt und Vietnamkrieg - Ölpreiskrise - Rote-Armee-Fraktion - Neue Ostpolitik - Anti-Atomkraft-Bewegung - Beeinflusst durch. - Existenzialismus - Frankfurter Schule                                       | Einteilung in: - Zeitkritische Literatur (1950er Jahre) - Zeitkritik oft durch Satire - sehr kritisch und selbstkritisch - aktuelle Themen: - atomare Bedrohung, rascher technologischer Fortschritt, sehr selten über jüngste Vergangenheit - Distanzierung von ideologischen und politischen Programmen - Politisierung der Literatur (1960er Jahre) | - Absolute Dichtung (1950er) - politische Literatur (1960er) - Industriereportage - Dokumentarliteratur - dokumentarisches Theater | - Wolfgang Koeppen - Max Frisch - Peter Weiss - Dortmunder Gruppe 61 - Heinrich Böll - Friedrich Dürrenmatt - Heinar Kipphardt - Ingeborg Bachmann - Günter Grass - Hans Magnus Enzensberger - Peter Handke - Botho Strauß - Elfriede Jelinek - Franz Xaver Kroetz - Karin Struck - Patrick Süskind - Günter Eich - Arno Schmidt - Martin Walser - Siegfried Lenz - Erich Fried                                   |
| 1950–1960: Aufbauliteratur 1961–1971: Ankunftsliteratur 1971–1990: Kritik am DDR-Sozialismus                                       | - Teilung Deutschlands, Staatssozialismus - gesellschaftlicher und politischer Neubeginn - zentralistische Wirtschaftsplanung - Bestimmung der Leitlinien der kulturellen Entwicklung durch die SED - Weltanschauung des Marxismus - politische Funktionsbestimmung der Literatur - Bitterfelder Weg - Liberalisierung der Kulturpolitik ab 1971         | - Optimismus beim Aufbau eines neuen Staates - in der Aufbauliteratur: Heldenfiguren, die Optimismus verkörpern - Sieg über den Faschismus - Entfaltung des Lebens im Sozialismus - ab 1960: Arrangierung der Intellektuellen mit der Diktatur - ab 1971: Kritik am Sozialismus | - vielfältige Lyrik ohne einheitlich sozialistischen Grundton - insbesondere Liedtexte eigneten sich zur Unterbringung von Kritik am SED-Regime - episches Theater | - Eduard Claudius - Brigitte Reimann - Johannes R. Becher - Bertolt Brecht - Peter Hacks - Heiner Müller - Christa Wolf - Uwe Johnson - Ulrich Plenzdorf - Sarah Kirsch - Jurek Becker |
| seit 1970 | - 68er-Bewegung | - persönliche Träume - Probleme des Privatlebens - Umweltbewegung - Nationalsozialismus - 70er-Bewegung - Unterdrückung der Frau | - autobiografische Erzählwerke - Hervorhebung des Ichs und dessen subjektiver Wahrnehmung der Begebenheiten in der Lyrik - Frauenliteratur | |
| seit 1980 | - Mauerfall (1989) - Zusammenbruch des Ostblocks - Ende des Kalten Krieges - Finanzkrise 2008 - Flüchtlingskrise 2015 - Globalisierung und Digitalisierung | - künstlerische und kulturelle Freiheit - Fremdheit, Verlust der kulturellen Identität - Medien, Technik im Mittelpunkt - Wiederverwendung früherer Ideen und Ziele zur Entwicklung neuer Ideen - Medien, Werbung und Konsum | - Wendeliteratur - multikulturelle Literatur - Poetry Slam - Netzliteratur - thematische und stilistische Vielfalt - Graphic Novel - Verzicht auf formale Vorgaben in der Lyrik - Verzicht auf traditionelle Dramentechnik                                              | - Günter Grass - Uwe Timm - Bernhard Schlink - Rafik Schami - Emine Sevgi Özdamar - Ingo Schulze - Wolfgang Herrndorf - Thomas Brussig - Marcel Beyer - Juli Zeh - Patrick Süskind |